# Cándido Pérez Palma
Cándido Pérez Palma (Barcina de los Montes, provincia de Burgos, 1951) es un pintor español. Reside en La Coruña desde el 1986.

## Formación
Es titulado en Artes Gráficas por la Escuela de Arte y Oficios Cristo Rey de Valladolid en 1968. En el mismo año se traslada a Burgos donde trabaja en la empresa de artes gráficas Gracesa ART, y asiste a las clases de pintura en la Escuela Taller de Educación y Descanso.
En 1970 muestra por primera vez su obra en la sala de exposiciones de la Delegación Provincial del Ministerio de Información y Turismo (Burgos).
En 1971 se traslada a Roma (Italia) donde se matrícula en la "Accademia di Belle Arti di Roma” donde cursa estudios en la “Scuola libera di plástica” y en la “Scuola libera del nudo” hasta 1975.
En 1988 es becado por la Universidad Internacional Menéndez Pelayo para asistir a los cursos de grabado “Betanzos. Gráfica 88" (Cursos de Artes Gráficas.).

## Obra
Su obra desde sus inicios se ha desarrollado siempre dentro de una línea figurativa; tras un breve período en su juventud dentro de la pintura costumbrista y otro dentro de la nueva figuración su carrera se sedimenta a partir del 1978 en la pintura del Realismo. Sus oleos, dibujos y esculturas recogen diversos aspectos de la realidad cotidiana caracterizándose por su luminosidad atmosférica y su minucioso realismo.
En cambio su obra gráfica, concretamente en la “Era del silencio” grabados al aguafuerte y aguatinta, serie nunca abandonada durante todo su período creativo, se desarrolla dentro de un surrealismo metafísico.
De sus obras, se pueden ver por estar a disposición del público:
EL Juramento de Santa Gadea y La Despedida del Monasterio de San Pedro Cardeña, en los que se representan estos dos momentos de la vida del Cid Campeador, sitos en la Capilla del Cid en el Monasterio de San Pedro de Cardeña en Burgos. Cuadros inaugurados en el año 2002.

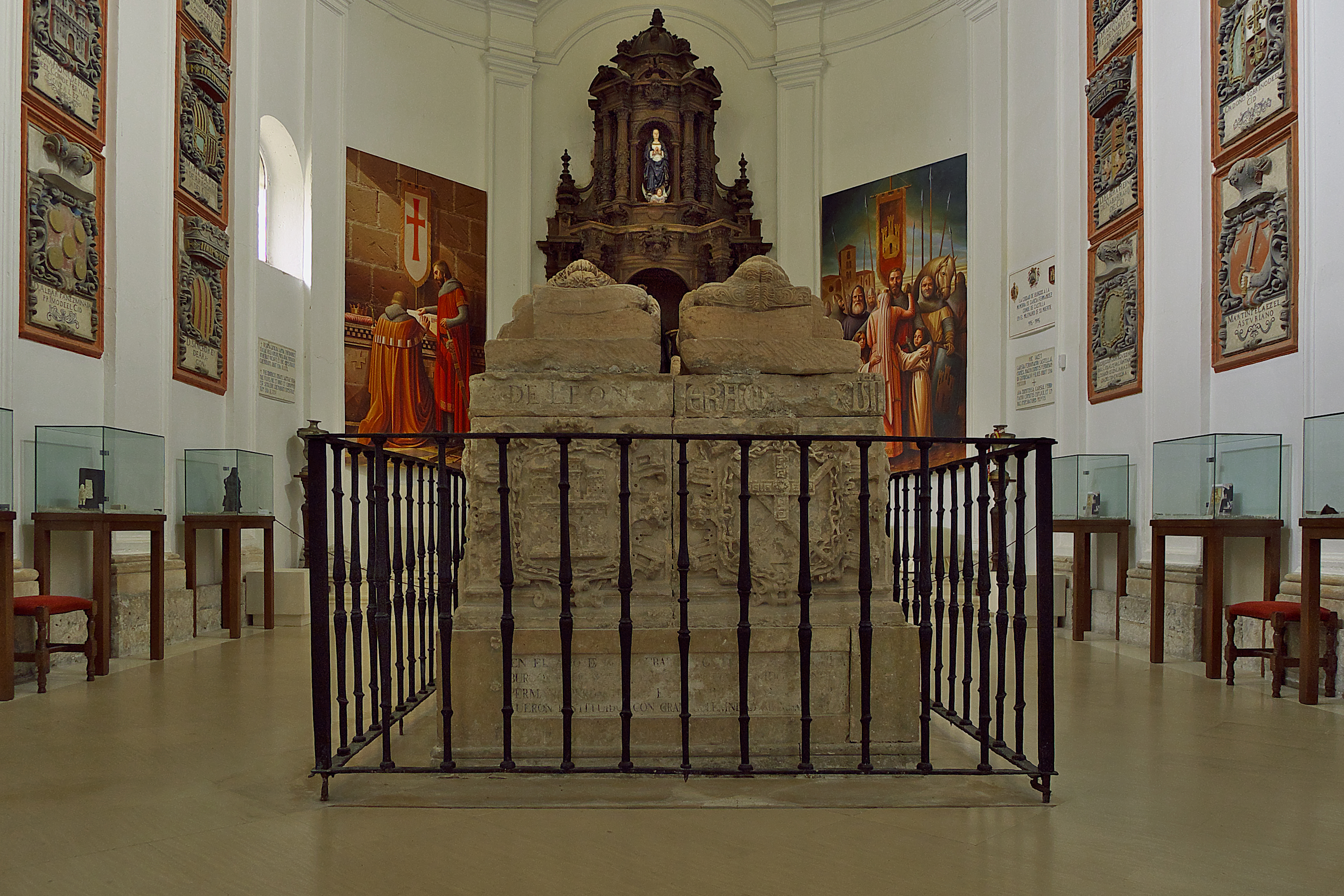
Capilla del Cid en el Monasterio de San Pedro de Cardeña.

En el año 2006 realiza el retrato de José López Bouza presidente de la Diputación Provincial de La Coruña durante la II República, que se puede visitar en la galería de presidentes de la institución.
En año 2007 diseña, supervisa e inaugura la ejecución de unas veinte vidrieras para un templo de las Hermanas Clarisas en Hellín, Albacete.
En año 2008 el artista entrega el encargo solicitado con motivo de la conmemoración del VIII Centenario del Cantar de mio Cid de representar la figura del Cid con la espada Tizona, éste se representa con las vestiduras características de la época, sin símbolos religiosos y con su caballo Babieca, al fondo se representa la ciudad del Burgos el S. XI, ciudad amurallada. El cuadro El Cid Campeador ante la ciudad del Burgos románica de los s.XI y XII se puede contemplar en el claustro bajo de la Catedral burgalesa.
En el año 2016 recibió el encargo de realizar un cuadro que sirva para la beatificación del sacerdote Valentín Palencia y los fieles Donato Rodríguez García, Germán García García, Zacarías Cuesta Campo y Emilio Huidobro Corrales, que murieron en Cantabria el 15 de enero de 1937. El párroco fue condenado por celebrar misa y los cuatro fieles jóvenes que no dudaron tampoco en dar testimonio de su fe. El cuadro que tituló el artista Unidos en la fe y en la amistad fue presentado en la catedral de Burgos durante la ceremonia de beatificación. El acto lo preside el prefecto de la Congregación para la Causa de los Santos de la Santa Sede, el cardenal Angelo Amato, quien acude a Burgos en representación del papa Francisco.
.
En la actualidad la obra se encuentra expuesta en la Iglesia de San Nicolás de Bari (Burgos).
En el verano del 2019 recibe el encargo por parte del cabildo de Burgos de realizar el retrato de Don Fidel Herráez, arzobispo de la Diócesis de Burgos para exponerlo en la seo de la Catedral de Burgos ubicada en la panda norte del claustro alto, como es tradición al final de los mandatos desde 1951. En junio de 2021 se termina la cartela donde se indica el mandato temporal del arzobispo y se procede a ubicarlo en su posición definitiva en la capilla de Santa Catalina con el resto de retratos de los obispos y arzobispos. Destaca la inclusión a las espaldas de la figura de la Catedral de Burgos con motivo de la celebración de su VIII centenario.

## Exposiciones
- 1969 Información y Turismo. Burgos. Individual.
- 1973 Galería Windsor. Bilbao. Individual. Accademia Galleria Andina. Roma (Italia).
- 1974 Galería Windsor. Bilbao. Individual.
- 1975 Claustro de San Salvador - Oña. Burgos. Individual
- 1976 Galería Velázquez. Santander. Individual. Galería Windsor. Bilbao. Individual.
- 1978 Aula Espolón. Burgos. Individual. Galería Windsor. Bilbao. Individual. Casa de Cultura. Burgos. Individual.
- 1979 Premio de Pintura "Vicente Ros". Cartagena. Bienal Nacional de Pintura. Valladolid. Bienal Nacional de Pintura. Logroño.
- 1980 Ateneo Mercantil. Valencia. Individual. Galería Tagra. Burgos. Individual. Salón de Exposiciones. Briviesca. Burgos. Individual. I Concurso Nacional de Pintura "Ciudad de Burgos". Burgos. Galería Aritza. Bilbao. Galería Tango. Bilbao. Galería Caravaggio. Roma (Italia).
- 1981 Galería Roch Minué. Palma de Mallorca. Individual. Casa de Cultura - Frías. Burgos. Individual. VIII Bienal Internacional del Deporte en las Bellas Artes. Madrid. Consulado del Mar. Burgos. Amnesty Internacional. Madrid. I Encuentro de Artistas Burgaleses. Burgos.
- 1983 Galería Tagra. Burgos. Individual. "Diez Grabadores de Hoy". Burgos. Galería Esti-Arte. Madrid. Feria Internacional ARCO. Madrid. Galería Sicómoro. Miranda de Ebro. Burgos. Feria del Grabado - Plaza Mayor. Madrid. IV Mostra Internazionale di Gráfica. Riva del Garda Milano (Italia). Galería Rúa 2. Burgos.
- 1984 Galería Rúa 2. Burgos. Individual. Gallería Rive Gauche. Roma(Italia). Museo Bello Piñeiro - Itinerante de Grabado por Galicia. Ferrol. Exposición "El Crucero". Burgos.
- 1985 "II Premio de Grabado Máximo Ramos". Museo Bello Piñeiro. Ferrol. "Exposición de Obras de Arte". Monasterio de San Juan. Burgos.
- 1986 "Exposición de Pintores Burgaleses". Ayuntamiento. Burgos. "Exposición D'Artistes de Burgos". Pessac (Francia)."I Concurso de Grabado Ciudad de Burgos". Burgos.
- 1987 Escuela Técnica Superior de Arquitectura de La Coruña. Individual. "Pintores Burgaleses". Galería Tagra. Burgos. I Premio de Dibujo Artístico Genaro Pérez Villaamil - Ateneo Ferrolán. Ferrol y Sala Duran Loriga de La Coruña.
- 1988 "Mencer". Sala Municipal de Exposiciones - Estación Marítima. La Coruña. I Bienal de Artistas Burgaleses. Casa del Cordón (Burgos).
- 1989 "Cuatro Figuraciones en Dos Generaciones". Galería Pardo Bazán. La Coruña. "Isaac Díaz Pardo". Diputación Provincial de La Coruña. I Mostra Unión Fenosa. La Coruña. "Arte para Navidad". Galería Pardo Bazán. La Coruña.
- 1989 Exposición Itinerante. I Bienal Artistas Burgaleses Patrocinada por la Junta de Castilla y León: Briviesca: Sala de Exposiciones Casa de Cultura. Soria: Sala de Exposiciones del Servicio Territorial. Segovia: Sala de Exposiciones de la Alhondiga. Arévalo: Sala de Exposiciones Caja de Ahorros. Ávila: Sala de Exposiciones Caja de Ahorros. Béjar: Ábside Iglesia San Gil. Ciudad Rodrigo: Casa Municipal de Cultura. Toro (Zamora): Casa de Cultura. Zamora: Claustro del Colegio Universitario. Astorga: Biblioteca Pública. Ponferrada: Biblioteca Pública. La Bañeza: Biblioteca Pública.
- 1990 "Exposición Itinerante de Grabado del Taller Gráfico de Betanzos".
- 1991 Galería Pardo Bazan. La Coruña. Individual. Amnesty Internacional. La Coruña. "En Homenaje a Laureano Álvarez". Galería Pardo Bazán. La Coruña. "VIII Certamen de Pintura Concello de Cambre". Cambre (La Coruña). "Tarxetas do Nadal". Museo Municipal. Orense. "IX Concurso Internacional de Pintura Ciudad de Burgos". Burgos.
- 1992 Consulado del Mar (Diputación Provincial). Burgos. Individual. Galería de Arte Lancia. León. Individual. Galería de Arte Bernesga. León.
- 1994 Galería de Arte Castilla. Valladolid. Individual. Arte Lancia. León. Un poco de todos. Galería Pardo Bazán. La Coruña.
- 1995 "Arte para Todos". Galería Obelisco. La Coruña. Exposición Especial Navidad. Galería Atlántica. La Coruña.
- 1996 "Primer Salón de Otoño". Real Academia Gallega de Bellas Artes de Nuestra Señora del Rosario. La Coruña.
- 1997 "50 Artistas Galegos no Nadal". Galería Obelisco. La Coruña. Galería Marisa Rosado. La Coruña. Individual.
- 1998 "Dibujos, Cándido Pérez". Sala de Exposiciones de la Escuela Técnica Superior de Arquitectura de La Coruña. Individual. "Expresiones y Figuraciones". Galería Obelisco. La Coruña. "Navidad". Galería Alameda. Vigo. "Navidad". Galería Obelisco. La Coruña.
- 1999 "Hermanos del Beato Rafael". Sala de Exposiciones Centro Cultural Provincial. Palencia. Individual
- 2000 "Císter, Paisaje interior". Sala Municipal Teatro Principal (Burgos), Individual
- 2002 Inauguración de dos cuadros "El Juramento y La despedida" en la Panteón Real donde descansan parte de los restos del Cid Campeador en el Monasterio de San Pedro de Cardeña en Burgos.
- 2005 "Caprichos". Sala de Exposiciones Municipal de Burgos. Arco de Santa María. Burgos, individual.
- 2006 Exposición Palacio de Fonseca, Universidad Santiago de Compostela.
- 2007 Realización de las "Vidrieras del Monasterio de Santa Clara". Hellín. Albacete. Exposición Galería d’Art Marc Sabata. Barcelona. Obra Permanente en Galería Taller del Prado. Madrid.
- 2008 Realización de Cuadro del "Cid Campeador" en el claustro de la Catedral de Burgos. Kiosco Alfonso Colectiva "Homenaxe a Curros Enriquez". La Coruña. Galería Taller del Prado. Madrid.
- 2009 Galería Taller del Prado. Madrid.
- 2010 Galería Taller del Prado. Madrid.
- 2011 Galería Taller del Prado. Madrid.
- 2012 "Monacatus". Oña (Burgos).Fundación de Las Edades del Hombre.
- 2016 "Memorias". Oña (Burgos).Fundación Castresana.
- 2019 "Memoria Sala de Arte Tagra". Sala de Exposiciones Municipal de Burgos. Arco de Santa María. Burgos.
- 2021 "Catedral eterna así la vieron así la ven". Sala de Exposiciones Fórum Evolución de Burgos. Museo de la Evolución Humana. Burgos.
- 2025 Galería Xerión. La Coruña.

## Premios y distinciones
- 1971 Segundo Premio de Artistas Extranjeros. Academia de San Lucas. Roma (Italia).
- 1972 Primer Premio de la "Famiglia Artística Internazionale". Roma (Italia).
- 1980 Medalla al Mérito Artístico del Ministerio de Educación. Valencia.
- 1984 Mención en el "I Premio de Grabado Máximo Ramos". Museo Bello Piñeiro. Ferrol.-Mención en el "I Concurso Nacional de Grabado - Ciudad de Burgos -". Burgos.
- 1985 Primer Premio en el "II Concurso Nacional de Grabado Ciudad de Burgos". Burgos.
- 1989 Premio de Pintura "Isaac Díaz Pardo". Diputación de La Coruña.
- 1990 Medalla de la "Décima Bienal Ciudad de Zamora". Zamora.

A partir de esta fecha decide no presentarse a más concursos.

## Bibliográfica. Libros y catálogos
Selección de libros:
- Arte Español. Ed. Lápiz, Madrid. 1976, 1977, 1979, 1981, 1982, 1984, 1985....
- Barcarola. Revista de Creación Literaria N.º 11-12. Albacete. 1979.
- Grabados, Litografías y Serigrafías. Técnicas y procedimientos. Cabo de la Sierra, Gonzalo. Editorial Esti-Arte. Madrid. 1981.
- Catálogo de la VIII Bienal Internacional del Deporte en las Bellas Artes. Madrid, 1982.
- I Encuentro de Artistas Burgaleses. Catálogo. Burgos. 1982.
- V Concurso Nacional de Pintura y I de Gravado “Ciudad de Burgos”. Catálogo. 1984.
- VI Concurso Nacional de Pintura y I de Gravado “Ciudad de Burgos”. Catálogo. 1985.
- Luces de Galicia (La Coruña), núm. 8/9 (1988).
- La Estampa Contemporánea en España. Clemente Barrena, María Martín, Elvira Villena. Editorial Calcografía Nacional. ISBN 84-600-5357-5. Dep. Legal: M-4102-1988.
- Catálogo de la Exposición Mencer. Ayuntamiento de La Coruña. 1988.
- I Premio de Dibujo Artístico Jenaro Pérez Villaamil. Catálogo. Ferrol. 1988.
- I Certamen de Artes Plásticas Isaac Díaz Pardo. Catálogo.La Coruña. Diputación Provincial. 1989.
- I Mostra Unión Fenosa. Catálogo. La Coruña, Unión Eléctrica Fenosa. 1989.
- I Bienal de Artistas Burgaleses. Catálogo. Burgos. 1989.
- Certamen de Artes Plásticas Isaac Díaz Pardo. Diputación de La Coruña. 1989.
- Décima Bienal Ciudad de Zamora. Catálogo y Documentación. Zamora. Dep. Legal:ZA-249-1990.
- Patrimonio Artístico de la Diputación de La Coruña. Catálogo. La Coruña. 1991.
- Octavo Certamen de Pintura Concello de Cambre. Catálogo. La Coruña. 1991.
- Arte Lancia, Cándido Pérez. Catálogo. León. 1992.
- Cándido Pérez Palma, Consulado del Mar. Diputación Provincial Burgos. Catálogo. 1992
- Diccionario de Pintores y Escultores españoles del Siglo XX, Palomer Ferrer/Puig Benlloch. Forun Artis S.A. Madrid. 1994. ISBN 84-88836-11-2.
- Cándido Pérez, Hermanos del Beato Rafael. Diputación de Palencia, Palencia. 1999.
- Subastas Millenium, Cruz Roja Española. Comité Autonómico de Galicia. Santiago de Compostela. 1999.
- Cándido Pérez, Cister Paisaje Interior. Luis Antonio Marcos Naveria, Fr. Marco García Díez, Antonio L. Bouza, Monje Trapense anónimo. Editorial Amábar S.L. ISBN 84-878776-51-X. Dep. Legal: BU-461-2000.
- Un nuevo Cid Campeador en San Pedro de Cardeña, obras de Cándido Pérez Palma. Fr. Marco García Díez, Fr. Jesús Marrodán, Antonio L. Bouza, Cándido Pérez. Imp. Santos. Dep. Legal: BU-173-2002.
- Thomas Merton Textos Selectos, Revista Cistercium. Ediciones Monte Casino. 2002.
- Cándido Pérez, Caprichos. Instituto Municipal de Cultura. Burgos. 2005.
- Historia de Iberia Vieja, Revista Mensual de Historia, N.º 3. HRH Editores, S.L. 2005.
- El Quijote visto por los Artistas Burgaleses, Edita Instituto Municipal de Cultura de Burgos. 2005.
- Vamos a San Pedro Cardeña. Fr. Jesús Marrodán. Pag. 82-83. Editorial Amábar S.L. ISBN 84-611-0128-6. Dep. Legal: BU-140-2006.
- Guía del Arte 05 Pag. 420-421. Plecs D’Art. Barcelona 2007. ISBN 84-89107-90-4. Dep. Legal: B-19919-2007
- Quen pudidera con vosco voar! Homenaxe a Manuel Curros Enríquez. Ayuntamiento de La Coruña. 2008.
- Oña y su Monasterio en el pasado de Castilla, Historia, Cultura y toponimia. Eduardo Rojo Díez. Portada. Editorial Gráficas Irudi S.L. ISBN 978-84-613-1837-7. Dep. Legal: VI-195-2009.
- 100x100 Acuarela, Burgos siglo de oro. Pepe Carazo. Editorial Amábar S.L. Dep. Legal: BU-2-2010.
- Monasterio de San Salvador de Oña: Mil años de historia. Coordinador: Rafael Sánchez Domingo. Edita Fundación Milenario San Salvador de Oña. ISBN 978-84-615-3424-1. Dep. Legal: BU-285-2011.
- Eros a la manera Haikus. J. A. Loren. 2012.
- Escalas Tle. Espagnol B1/B2. Ediciones Hatier. 2012.
- Monacatus. Fundación las Edades del Hombre. 2012.
- Diccionario de la Cultura (Burgos 2001-2010). Carlos Lozano García y Fernando Arnaíz Alonso. Editorial dossoles. 2012.
- Oraciones Sálmicas. Francisco Rafael de Pascual. Editorial Edibesa. ISBN 978-84-15662-70-9. Dep. Legal: M-01194-2013.
- Las letras y los trazos. Historias de Onienses. Varios autores. Eduardo Rojo Díez (Edit. y Coord.). ISBN 978-84-608-2627-9. Asociación de estudios Onienses, 2015.
- El Monasterio San Pedro Cardeña (Burgos). Arte en silencio. Coordinadora: Patricia Barbero Santamaría. Editorial Aldecoa S.L. ISBN 978-84-617-7499-9. Dep. Legal: BU-283-2016.
- El Monasterio San Pedro Cardeña a lo largo de la Historia.. Coordinador: Rafael Sánchez Domingo. Editorial Imprenta Provincia S.L. ISBN 978-84-09-04467-2. Dep. Legal: BU-230-2018.
- Tagra, memoria biográfica de un espacio expositivo 1973-1990. Investigación y documentación : José Matesanz del Barrio. Editorial Inst. Municipal de Cultura y Turismo del Ayunt. de Burgos. ISBN 978-84-92973-39-2. Dep. Legal: BU-62-2019.
- De manantial sereno, homenaje a Juan Carlos Estébanez Gil (1962-2009). Instituto Municipal de Cultura y Turismo Ayuntamiento de Burgos. Editorial Inst. Municipal de Cultura y Turismo del Ayunt. de Burgos. Dep. Legal: BU-218-2019.
- Catedral eterna así la vieron así la ven. Fundación VIII Centenario de la Catedral de Burgos. Editorial Fundación VIII Centenario de la Catedral de Burgos. ISBN 978-84-09-31928-2. Dep. Legal: BU-230-2021.
- Revista de las Artes REVISTART Nº227. ISSN 1134-7988. Dep. Legal: B-39.376/94.